# 舒红兵
舒红兵（1967年1月—），男，重庆人，中国细胞生物学家、免疫学家，武汉大学生命科学学院教授。

## 生平
1967年生于重庆荣昌。1987年毕业于兰州大学生物学系，1990年获中国医学科学院基础医学研究所硕士学位，1995年于美国艾默理大學获博士学位。2011年当选为中国科学院院士。2013年8月30日教育部任命舒红兵为武汉大学副校长。2022年2月卸任武汉大学副校长。
2023年3月10日，舒红兵当选为中国人民政治协商会议第十四届全国委员会常务委员。

## 家庭
现任妻子王延轶。